# Monique Ric-Hansen
Monique Ric-Hansen, née Monique Till le 10 juin 1971, est une joueuse sud-africaine de badminton.

## Carrière
Elle remporte aux Championnats d'Afrique 1998 la médaille d'or en double dames avec Lina Fourie.